# Sozialistische Republik Mazedonien
Die Sozialistische Republik Mazedonien (kurz SR Mazedonien; mazedonisch Социјалистичка Република Македонија; bis 1963 Volksrepublik Mazedonien, Народна Република Македонија) war eine Teilrepublik der Sozialistischen Föderativen Republik Jugoslawien. Sie wurde am 2. August 1944 ausgerufen. Die Hauptstadt der Teilrepublik war Skopje. Die vom Bund der Kommunisten Mazedoniens beherrschte Teilrepublik existierte innerhalb Jugoslawiens bis 1991 und hat ihren Nachfolger in der heutigen Republik Nordmazedonien.

## Geschichte
Im April 1941 trat das Königreich Jugoslawien in den Zweiten Weltkrieg ein, nachdem es am 6. April von allen Seiten im Verlauf des Balkanfeldzugs angegriffen worden war. Nachdem die deutsche Wehrmacht das ganze Land eingenommen hatte, wurde Jugoslawien durch die Achsenmächte in mehrere faschistische Vasallenstaaten aufgeteilt. Bulgarien gliederte am 19. April Vardar-Mazedonien seinem Staatsgebilde an und der äußerste Westen Mazedoniens zwischen Struga und Tetovo kam zum faschistischen Großalbanien. Die Bulgaren stießen auf keinen großen Widerstand und waren teilweise sogar willkommen.
Die Volksrepublik Mazedonien wurde 1944 am 2. August, einem Gedenktag des Ilinden-Aufstandes gegen das Osmanische Reich 1903, an der ersten ASNOM-Vollversammlung gegründet. Dieses Datum wird heute auch als Nationalfeiertag Nordmazedoniens gefeiert. Der Beschluss der Bildung einer Sozialistischen Teilrepublik wurde bereits im November 1943 vom Antifaschistischen Rat der Nationalen Befreiung Jugoslawiens (AVNOJ) in der bosnischen Stadt Jajce gefasst. Während der Beschlüsse von Jajce waren jedoch keine Vertreter aus Mazedonien anwesend. 1946 wurde die Republik offiziell als Teilrepublik in die Föderative Volksrepublik Jugoslawien aufgenommen. Die volle rechtliche, wirtschaftliche und gesellschaftliche Gleichberechtigung der Geschlechter und damit das aktive und passive Frauenwahlrecht wurden erstmals in der Verfassung von 1946 garantiert.
Die Bezeichnung der Teilrepublik änderte sich mit der neuen Verfassung 1963 analog zur SFR Jugoslawien in Sozialistische Republik Mazedonien. Die regierende Partei war der Bund der Kommunisten Jugoslawiens.
1990 wurde das Regierungssystem von einem sozialistischen Staat in eine parlamentarische Demokratie geändert. Die ersten Wahlen wurden am 11. November 1990 gehalten und Kiro Gligorov wurde am 27. Januar 1991 zum ersten demokratisch gewählten Präsident der SR Mazedonien. Am 16. April 1991 akzeptierte das Parlament eine Verfassungsänderung um die Bezeichnung „sozialistisch“ zu entfernen und am 7. Juni desselben Jahres wurde die neue Bezeichnung Republik Mazedonien offiziell angenommen. Nach dem Zerfall Jugoslawiens erklärte Mazedonien in der Folge eines Referendums am 8. September 1991 seine Unabhängigkeit.

## Politik
Folgende Personen waren Premierminister der SR Mazedonien:
- Lazar Koliševski (1945–1953)
- Ljupčo Arsov (1953–1960)
- Aleksandar Grličkov (1960–1965)
- Nikola Minčev (1965–1968)
- Ksente Bogoev (1968–1974)
- Blagoja Popov (1974–1982)
- Dragoljub Stavrev (1982–1986)
- Gligorije Gogovski (1986–1991)